# Pedro de Mezonzo
Pedro de Mezonzo, nacido en Curtis el año 930 y fallecido en 1003, fue un religioso católico gallego, obispo de Iria Flavia-Santiago de Compostela. Declarado santo, fue un líder espiritual en momentos de gran tribulación en Galicia.

## Trayectoria
Era hijo de Martín Placentiz, caballero gallego de la familia que había fundado el monasterio de Santa Eulalia de Curtis, y de Mustacia Exióniz. Sus hermanos fueron Adelfio, también monje, Vimara, padre del obispo de Orense del mismo nombre, Aragaonta y Mustacia.

### Monje
De niño, de la mano de su madre, estuvo al servicio de Paterna Gundesíndez, esposa del conde Hermenegildo Alóitez y madre del obispo Sisnando II de Iria, como capellán. Ingresó después en el Monasterio de Santa María de Mezonzo, monasterio libros nimis abundanter donde adquirió una formación destacada tanto de autores clásicos como de los Padres de la Iglesia y adquirió fama de sabiduría intelectual y humana. Cuando en el año 955 el Monasterio de Santa María de Sobrado absorbió al de Mezonzo, pasó al primero, en el que desempeñó el cargo de notario.

### Abad
En 965 es elegido abad. Tal fue el prestigio de este gran monasterio que el obispo Sisnando y sus hermanos Rodrigo y Elvira le donaron todos sus bienes. El rey Ramiro III de León le donó importantes regalías, de forma que se convirtió en uno de los centros religiosos más importantes de la cristiandad hispana.
Las tierras de Sobrado sufrieron el Horrorum normandorum, espanto de la población por las sanguinolentas incursiones de los invasores vikingos. Esto obligó a Pedro de Mezonzo a mantener la esperanza y la confianza en un pueblo estremecido y en continuo malestar. Rosendo de Celanova y el conde Gonzalo   pusieron en fuga la invasión, en un momento en que la monarquía leonesa no era quien de defender el país gallego, abandonado a su suerte frente a la amenaza normanda.
Tras esta tormenta, Mezonzo se esforzó en reconstruir el asolado monasterio de Santa Eulalia, en reorganizar las tierras y gentes dependientes de Sobrado, y en consolar los desvalidos y socorrer a los heridos y dañados.
Más tarde pasó al frente del monasterio de San Pelayo de Antealtares, propiciado su gobierno por San Rosendo, ahora al frente de la diócesis de Iria Flavia-Santiago. Acompañó a éste al concilio que se celebró en León para suprimir el obispado de Simancas.
En este intervalo pasó a reinar en Galicia Bermudo II aupado por la nobleza gallega y que anhelaba gobernar también en tierras leonesas. Pedro, cuando menos, no debió mostrar oposición al monarca gallego enfrentado a Ramiro III de León, pues tras hacerse aquel con todo el reino de León, no sufrió menoscabo de su autoridad eclesiástica, antes bien recibió donaciones del conde Tello Alvítez en el año 985 con la bendición de los obispos San Viliulfo de Tuy, Hermenegildo de Lugo, Armentario de Dumio, Gonzalo de Orense y Payo de Iria Flavia-Santiago.

### Obispo
Posiblemente removido por el nuevo rey gallego, Payo Rodríguez renuncia a la mitra. Todos los votos convergen en Mezonzo. Este firma un documento el 16 de noviembre del año 985 como obispo de Iria y de la Sede Apostólica. Reafirmó Pedro este último título que tantos recelos inspirarían en Roma y que le causarían, décadas después, a Cresconio la pena de excomunión.
Ese año participa en las Cortes convocadas por Bermudo II para reafirmar su dominio pacífico sobre todo el reino de León. En enero de 986, confirma un diploma del rey gallego al convento de San Salvador de Celanova, y el 7 de febrero recibe de aquel un privilegio para su iglesia donde se le donan tierras de caballeros capturados y martirizados por Almanzor tras la devastación de la ciudad de Simancas. Más adelante, le donará los dominios de Salvatierra en el sur de Galicia, y Puertomarín, en el centro. Algunos de estos bienes se le conceden en usufructo incluso para el caso de que renuncie a la mitra compostelana, lo que es una muestra clara del afecto y veneración que el rey profesaba por el carismático obispo.
La nobleza gallega que elevara a Bermudo no quedara satisfecha con las prebendas del nuevo statu quo y empezaron a negociar alianzas con el victorioso Almanzor, ya por temor, ya por ansiar la protección y el impulso del dueño de Hispania.
Los magnates Suero Gundemariz, Gonzalo Menéndez, Galindo y Osorio Díaz llegaron a sublevarse, pero Mezonzo se mantuvo fiel al rey gallego y no fue factor de división ni turbulencia. En esos momentos de angustia e incertidumbre, tanto el rey como el obispo favorecen a los anacoretas del monte Ilicino (el Pico Sacro) para que asistan a sus gentes con oraciones y plegarias. Por aquel entonces también resolvió pacíficamente ciertas disputas entre Sobrado y el obispado de Lugo. Firmó también concordias con el Monasterio de Samos y restauró los terrenos y edificaciones del convento de San Estevan de Boiro arruinado por los normandos, anexionándolo al de Antealtares. En el Monasterio de San Martín Pinario favoreció los Oficios del Culto construyendo para los monjes una iglesia idónea en un momento en el que dicho convento estaba fuera de los muros de la ciudad y era arriesgado acudir a la Catedral.

### La destrucción de Almanzor
En el 997 Almanzor emprendía otra de sus temibles y victoriosas campañas. Su imponente infantería embarcaba en Córdoba y entraba por el Duero para unirse a su eficaz caballería a la que se habían unido condes gallegos y leoneses que apostaban por la indiscutible superioridad del caudillo musulmán de España. Seguidamente cruzaron el Miño,arrasaron Salvatierra, destruyeron la ciudad de Tuy y saquearon el convento de San Cosme y San Damián mientras los monjes, fugitivos, se refugiaban en las montañas o en la isla de San Simón. Tras el asalto al castillo de Puente Sampayo que les cerraba el paso, se dirigieron hacia las tierras de Santiago.
Mezonzo encargó la evacuación de la ciudad buscando salvar las reliquias del Apóstol que llevó consigo, así como las vidas de la gente a quien no quiso exponer en una lucha claramente inútil. La ciudad, silenciosa y desierta, quedó abandonada al caudillo islámico, pero, según la tradición, Almanzor encontró de rodillas delante del sepulcro de Santiago un monje anciano (Mezonzo) que le inspiró tal respeto que mandó que nadie lo incomodara, mientras ordenaba la completa destrucción e incendio de la ciudad y las villas y conventos de los alrededores.
Durante ocho días todo fue saqueo y destrucción. Conseguido el objetivo de dejar reducida a cenizas la capital espiritual del occidente cristiano, retornó con cuatro mil prisioneros. Como humillación final, hizo cargar a los hombros de algunos de ellos las campanas y las puertas del santuario apostólico que se colocaron en la magnífica mezquita de Córdoba.
El obispo Mezonzo, tras este terrible torrente de destrucción, se dedicó a una intensa y rápida labor de restauración de sus ciudades, villas y conventos, entre ellos el convento de San Lorenzo de Carbonero, así como a renovar el ánimo desolado y desconsolado de sus fieles.
En el 999 moría el rey gallego Bermudo II, dejando varios bastardos y un hijo legítimo, un pequeño de cinco años. Con el fin de evitar nuevas agitaciones en los reinos cristianos, su tutor, el conde gallego Menendo González, y el propio Pedro se apresuraron a hacerlo ungir en León. En el mismo momento de la coronación, el rey niño Alfonso V, de la mano del conde gallego, firma un privilegio que confirma como el primero entre los obispos de sus reinos a Pedro de Mezonzo.

## Vida personal
En los documentos de la época, particularmente los regios, aparecen testimonios del prestigio moral de Pedro de Mezonzo, al que llaman «amado de Dios», y tutor en lo material y en lo espiritual de su congregación. La reina Elvira, ya viuda, lo llama su padre y pontífice. Sobre la base de estos documentos y otras tradiciones, Antonio López Ferreiro lo describe como «padre de los pobres, tutor de los desvalidos, defensor de los débiles contra los continuos abusos y atropellos de los poderosos; y todos los que a él acudían obtenían de él benigna y paternal acogida». Por su parte, el propio Mezonzo se describía a sí mismo simplemente como un pecador. 
El papa Benedicto XIV recoge la tradición que le atribuye el celebre canticum del pueblo cristiano en momentos de tribulación y angustia, la Salve Regina, donde se implora a la madre de Jesús como vida, dulzura y esperanza nuestra, de ojos misericordiosos. Recoge el papa lo que se lee en los Anales Benedictinos de Mabillón, año 986: «Petrus Episcopus, cognomento de Moson, qui ante episcopatum monasterii Sancti Petri de ante Altaria in eaden Urbe (Compostella) abbas extiterat. Hic piam antiphonam de Beata Virgine, nempe Salve Regina, compuesi dicetur».
Efectivamente, la tradición dice que fue Pedro de Mezonzo quien compuso este himno a la Virgen inspirado en una imagen de Nuestra Señora de los Ojos Grandes, patrona de Lugo, durante la huida del pueblo compostelano tras el saqueo de la ciudad por Almanzor.